# Канлија (Констанца)
Канлија (рум. Canlia) насеље је у Румунији у округу Констанца у општини Липница. Oпштина се налази на надморској висини од 56 m.

## Становништво
Према подацима из 2002. године у насељу је живело 703 становника, од којих су сви румунске националности.